# Rivière Blanche (Thetford Mines)
Pour les articles homonymes, voir Rivière Blanche et Blanche.
La rivière Blanche est un affluent de la rivière Bécancour, laquelle se déverse dans le fleuve Saint-Laurent. La rivière Blanche coule dans la municipalité de Thetford Mines, dans la municipalité régionale de comté (MRC) de Les Appalaches, dans la région administrative du Chaudière-Appalaches, dans la province de Québec, au Canada.

## Géographie
Les principaux bassins versants voisins de la rivière Blanche sont :
- au nord : ruisseau Old Mill, rivière Osgood, rivière Sunday, Rivière Perry ;
- à l'est : rivière Bécancour, rivière de l'Or, rivière Prévost-Gilbert ;
- au sud : rivière Bécancour, rivière Coleraine ;
- à l'ouest : rivière Bécancour, rivière Bagot.

La rivière Blanche tire sa source d'un ruisseau de montagne situé du côté est du Mont Saint-Adrien et à l'ouest du centre-ville de Thetford Mines.
La rivière Blanche coule sur 8,2 km vers le sud surtout en territoire forestier, selon les segments suivants :
- 2,0 km vers le sud, jusqu'à la route ;
- 3,7 km vers le sud, jusqu'à la route 122 qu'elle coupe au sud-ouest de la ville de Thetford Mines ;
- 2,5 km vers le sud, jusqu'à son embouchure.

La rivière Blanche se déverse sur la rive nord de la rivière Bécancour, au nord-est de Black Lake, près d'une mine à ciel ouvert.

## Toponymie
Le toponyme Rivière Blanche a été officialisé le 5 décembre 1975 à la Commission de toponymie du Québec.